# Borków (województwo dolnośląskie)
Borków (niem. Reinberg) – wieś w Polsce, położona w województwie dolnośląskim, w powiecie głogowskim, w gminie Pęcław.
Do 2023 r. miejscowość była przysiółkiem wsi Wojszyn.
W latach 1975–1998 przysiółek należał administracyjnie do województwa legnickiego.

## Historia
Osada powstała w XIX wieku w związku z regulacją koryta Odry. Wtedy wybudowano małą przystań i restaurację. W latach 20. XX wieku na zachód od Borkowa powstała przepompownia.